# Buis des Baléares
Buxus balearica
Espèce
Classification APG III (2009)
Le buis des Baléares (Buxus balearica Lam.) est une espèce de plantes à fleurs de la famille des Buxaceae. C'est un arbuste à feuilles persistantes qui se rencontre à l'état sauvage en Andalousie, sur les îles Baléares et en Sardaigne. Ses feuilles entières de 2 à 5 cm de long et de 1 à 2 cm de large, brillantes, vert foncé sur le dessus, plus claire en dessous. Petites fleurs apétales dans les faisceaux axillaires.